# Woedoe

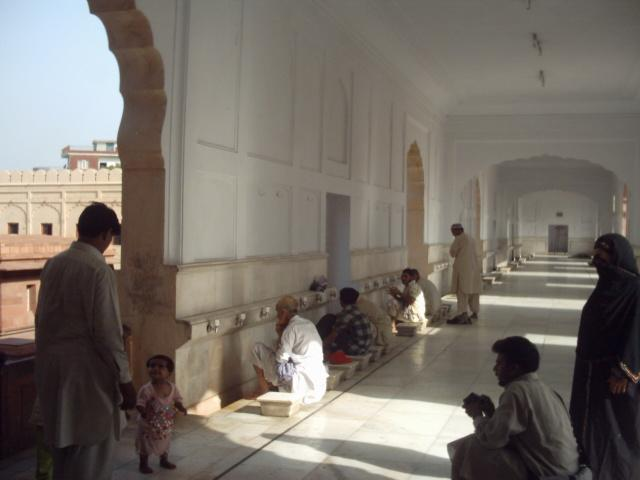
Enkele moslims verrichten de woedoe

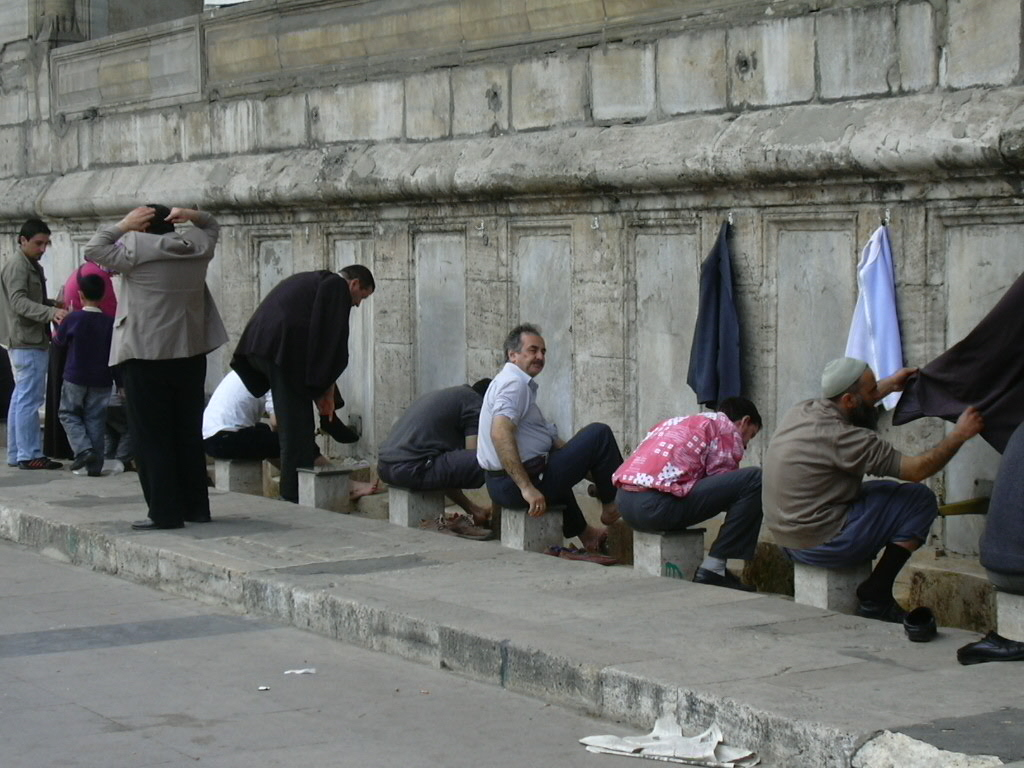
Moslims die hun voeten wassen in Istanboel

De woedoe (Arabisch: وضوء), ook wel geschreven woedhoe, is de kleine rituele wassing die verricht wordt door een moslim voor de salat, indien hij ritueel onrein is. Deze wassing leidt hem af van zijn wereldse aangelegenheden. Daarnaast heeft het wassen een symbolische betekenis; het zijn die delen, die in het algemeen deel nemen aan de dagelijkse werkzaamheden. Het uiterlijke wordt gereinigd. Het is een soort berouw, dat men toont aan God. Zonder dit berouw heeft het wassen niet veel betekenis.
Daarnaast bestaat ook de minder voorkomende grote wassing, de ghoesl, of de wassing zonder water, de tayammum.

## Ritueel
De woedoe is altijd naar het Soenna (voorbeeld van profeet Mohammed). Eerst maakt een moslim een intentie (voornemen van gehoorzaamheid aan Gods wil) en daarna zegt hij: Bismi Allahi a Rahmanir a Rahiem (In de naam van Allah, de Barmhartige, de Genadevolle). Als hij vergeet "Bismi Allah" te zeggen voor aan de woedoe te beginnen, dan zal hem dat niet kwalijk worden genomen.
De wassing wordt vervolgens in deze volgorde gedaan:
1. Het wassen van de handen
Drie keer de handen grondig wassen.
2. Het spoelen van de mond
De mond wordt drie keer gereinigd. Men neemt een handjevol water in de rechterhand, waarbij de tanden door eroverheen te wrijven schoon worden gemaakt met de vingers van de rechterhand. Het is wenselijk voor de randen gebruik te maken van een misvak of tandenborstel.
3. Het reinigen van de neus
Vervolgens worden eveneens drie keer de neusgaten gewassen. Men neemt een handjevol water in de rechterhand en snuift door adem in te halen via de neusgaten. Vervolgens snuit men dit water uit met de linkerhand.
Het is aan te raden dat men overdrijft in het opsnuiven, dus met kracht opsnuift. In de vastentijd moet echter niet worden overdreven uit vrees dat het water via de neusholte naar binnen gaat.
Profeet Mohammed (salla Allahoe 3alaihi wa sallam) heeft gezegd: "Overdrijf bij het opsnuiven, behalve als je vast."
(Overgeleverd door Aboe Dawoed en goed gekwalificeerd door Al-Albaanie in Sah'ih' Aboe Daawoed)
4. Het wassen van het gezicht
Daarna wordt het gezicht drie keer gewassen, van voorhoofd tot kin en van oor tot oor. Een dichtbehaarde baard mag bevochtigd worden.
5. Het wassen van de onderarmen
Vervolgens worden de armen drie keer tot aan de ellebogen gewassen. Men begint met de rechterarm.
6. Het vegen over het hoofd
Hierna veegt men met de palm van beide handen een keer over het hoofd. Dat doet men door te beginnen bij het voorhoofd en te eindigen bij het einde van de haargroei op de nek. Vervolgens gaat men weer met de handpalmen terug tot het voorhoofd. Dit doet men één keer.
7. Het wassen van de oren
Dan worden de oren gewassen. Met de wijsvinger maakt men de binnenkant schoon en met de duim de buitenkant van de oren. Ook dit doet men één keer.
8. Het wassen van de voeten
Ten slotte wast men de voeten tot aan de enkels drie keer. Men begint met de rechtervoet.

Verschillende overleveringen maken duidelijk dat onder bepaalde voorwaarden ook over de schoenen of sokken gestreken mag worden.
Aan het einde van de kleine wassing zegt een moslim:
"Ash'hadoe an laa ilaha illa Allahoe wahdahoe la sharieka lah wa ash'hadoe anna Mohammadan 'abdoehoe wa rasoeloeh"
(Ik getuig dat er geen andere godheid is dan Allah, De Enige, die geen deelgenoten heeft, En ik getuig dat Mohammed
Zijn dienaar en profeet is.
("Allaahoema dj'alnie mina a-ttawaabiena wa dj'alnie miena al-moetatahirien" (Allah, laat mij behoren tot degenen, die berouw tonen en zich reinigen).
Het is een plicht voor degene die de kleine wassing verricht om zijn ledematen in deze volgorde te doen. Men mag het wassen van de daarop volgende ledemaat niet vertragen; zodanig dat het vorige ledemaat droog is.
Het is toegestaan ledematen achteraf te drogen. Hierbij begint men weer met de rechterledematen.

## Afkeuringswaardige zaken met betrekking tot woedoe
- Wat soennah is, nalaten;
- Meer of minder water gebruiken dan nodig is;
- De wassing in onreine plaatsen verrichten.

## Zaken die woedoe ongeldig maken (volgens dehanafitischemadhhab)
- Urine, zaadlozing, ontlasting en winden laten;
- Bloed, pus of wit bloed verliezen (als ze zich over de huid verspreiden);
- Overgeven;
- Bloeden uit de mond (als het minder is dan speeksel, maakt het de woedoe niet ongeldig);
- Flauwvallen;
- Bedwelming, zoals dronkenschap of invloed van verdovende middelen;
- Bovengenoemde handelingen niet of gedeeltelijk nakomen;
- Geslachtsgemeenschap;
- Het rechtstreeks aanraken van het geslachtsdeel of billen;
- Een diepe slaap;
- Het eten van kamelenvlees.

Als een van de bovenstaande zaken zich heeft voorgedaan, moet de woedoe weer opnieuw verricht worden.
Er is ook een overlevering waaruit blijkt dat de woedoe ook verplicht is als men iets gegeten heeft dat in aanraking is gekomen met vuur.

## Voorwaarden bij het verrichten van woedoe
- Het onderscheidingsvermogen tussen het goede en het kwade. Dit is rond het zevende jaar.
- De intentie, an-niyyah, bevindt zich in het hart en het uitspreken ervan is een bid'ah (Het verzinnen van nieuwigheden in de religie waarvan geen voorschriften zijn). Volgens de woorden van Mohammed: "Handelingen worden alleen door hun intentie bepaald".
- Water voor woedoe moet rein zijn en mag niet met dwang verkregen noch gestolen zijn. Indien het niet vindbaar is, verricht dan at-tayammoem.
- Het verwijderen van alles wat verhindert dat het water de huid bereikt, zoals deeg, was en klei.